# Revolution DNA
Revolution DNA – piąty album studyjny greckiego zespołu death metalowego Septic Flesh wydany w 1999 roku przez Holy Records.Na tym albumie zespół zaczął eksperymentować z muzyką industialną. Na tej płycie jest także dużo większy nacisk na czysty wokal Sotirisa oraz Instrumenty Klawiszowe. Wokal Spirosa był również mniej głęboki niż wcześniej.
W 2016 roku album został ponownie wydany przez Season of Mist.

## Lista utworów
1. "Science" - 4:23
2. "Chaostar" - 5:11
3. "Radioactive" - 3:07
4. "Little Music Box" - 5:30
5. "Revolution" - 4:07
6. "Nephilim Sons" - 5:16
7. "Dna" - 3:19
8. "Telescope" - 4:19
9. "Last Stop to Nowhere" - 5:38
10. "Dictatorship of the Mediocre" - 4:16
11. "Android" - 5:52
12. "Arctic Circle" - 4:33
13. "Age of New Massiahs" - 4:17

## Twórcy
- Spiros A. - Wokal, Gitara Basowa, Okładka
- Christos A. - Gitary, Instrumenty Klawiszowe
- Sotiris V. - Gitary, Wokal, Instrumenty Klawiszowe, Słowa
- Akis K. - Perkusja